# Schillerstraße 85 (Mönchengladbach)

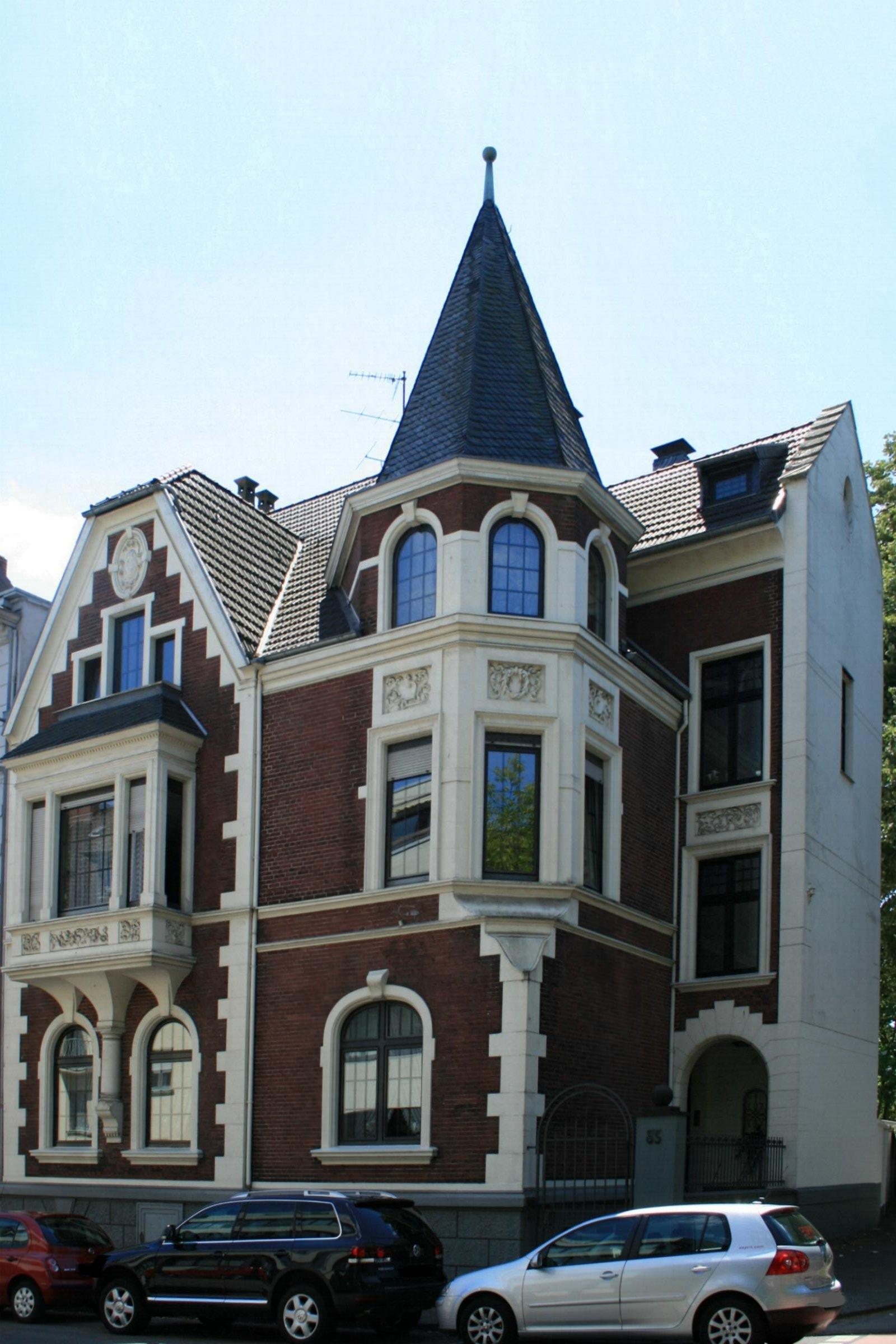
Wohnhaus (2010)

Das Wohnhaus Schillerstraße 83 steht im Stadtteil Gladbach in Mönchengladbach (Nordrhein-Westfalen).
Das Gebäude wurde 1897 erbaut und unter Nr. Sch 050 am 7. August 1990 in die Denkmalliste der Stadt Mönchengladbach eingetragen.

## Lage
Das Objekt liegt in historischen Stadterweiterungsgebiet zwischen Altstadt und Eicken in der Schillerstraße als Querverbindung zwischen Hohenzollern- und Hindenburgstraße. 

## Architektur
Das Haus Schillerstraße 85 bildet zusammen mit den Häusern Nr. 73, 75, 77, 79, 81, und 83 ein geschlossenes Ensemble. Es handelt sich um ein dreigeschossiges Eckhaus in Backstein aus mehreren Baukörpern mit Eckturm auf leicht abschüssigen Gelände, das im Jahre 1897 erbaut wurde. Das Objekt ist aus städtebaulichen Gründen unbedingt schützenswert.